# Wanda Coleman
Pour les articles homonymes, voir Coleman.
Wanda Coleman, née Wanda Evans le 13 novembre 1946 à Watts, dans la banlieue de Los Angeles, et morte le 22 novembre 2013 au Cedars-Sinai Medical Center de Los Angeles, est une poète, romancière, nouvelliste, scénariste et journaliste afro-américaine.

## Biographie
Wanda Coleman est issue d'une famille pauvre d'un quartier défavorisé de Los Angeles. Son père George Evans, un ancien boxeur, travaillait comme employé dans une agence de publicité et pour le journalisme, sa mère Lewana (Scott) Evans était couturière et femme de ménage.
Dès son adolescence, Wanda est fascinée par les livres et l'écriture. Elle publie ses premiers poèmes dans un journal local à l'âge de 13 ans.
Après ses études secondaires au Valley Junior College à Van Nuys, en Californie et la John C. Fremont High School, elle fréquente divers établissements universitaires : l'université d'État de Californie à Los Angeles, le Los Angeles City College, et l'université Stanford  sans qu'elle finisse un Bachelor of Arts. 
Mariée très jeune, et divorcée en 1964, elle doit subvenir aux besoins de ses deux enfants. Pour cela, elle occupe divers emplois (serveuse, barmaid, danseuse, dactylographe, secrétaire médicale), tout en poursuivant l'objectif de devenir écrivain professionnel. Parallèlement, elle travaille pour le Studio Watts et divers media où elle fait ses premières armes dans le journalisme, l'écriture de scénarios et la danse.
Elle publie sa première nouvelle “Watching the Sunset,” dans le Negro Digest en 1970.
De 1975 à 1976, elle rédige des scénarios pour la série télévisée Des jours et des vies (Days of Our Lives), diffusée par NBC, ce qui lui vaut l'obtention d'un Emmy Award.
En 1977, les éditions Black Sparrow Press publient un recueil de poèmes de Coleman Art in the Court of the Blue Fag, la maison d'édition Black Sparrow sera l'éditeur principal des poèmes de Wanda Coleman.
Après avoir divorcée de Charles Coleman, elle épouse son troisième mari, le poète Austin Straus en 1981.
Mambo Hips and Make Believe, son unique roman, paraît en 1999.
Wanda Coleman meurt le 22 novembre 2013 au Cedars-Sinai Medical Center de Los Angeles.

## Œuvre

### Poésie
- Art in the Court of the Blue Fag, Black Sparrow Press, 1977
- Mad Dog, Black Lady, Black Sparrow Press, 1979
- African Sleeping Sickness: Stories & Poems, Black Sparrow Press, 1979
- Imagoes, Black Sparrow Press, 1983
- Heavy Daughter Blues: Poems and Stories, 1968-1986, Black Sparrow Press, 1987
- Blues, Eichborn, 1991
- Hand Dance, Black Sparrow Press, 1993
- American Sonnets, Woodland Pattern 1994
- Bathwater Wine, Black Sparrow Press, 1998
- Mambo Hips and Make Believe, Black Sparrow Press 1999
- Mercurochrome: New Poems, Black Sparrow Press, 2001
- Ostinato Vamps: Poems, University of Pittsburgh Press, 2003
- The World Falls Away, University of Pittsburgh Press, 2011
- Poems Seismic in Scene, Lulu Press, 2013
- The Love Project: A Marriage Made in Poetry (coécrit avec Austin Straus), Red Hen Press, 2014

### Roman
- Mambo Hips and Make Believe, 1999

### Recueils de nouvelles
- A War Of Eyes And Other Stories, Black Sparrow Press, 1988
- Jazz and Twelve O'Clock Tales: New Stories, David R. Godine Publisher, 2007

### Essais
- Native in a Strange Land, Black Sparrow Books, 1996
- Riot Inside Me: More Trials and Tremors, David R. Godine Publisher, 2005

## Prix et distinctions
- 1981 : Boursière du National Endowment for the Arts
- 1984 : Boursière de la fondation Guggenheim
- 1999 : Lauréate du Lenore Marshall Prize attribué par l'Academy of American Poets[12]
- 2012 : Lauréate du Shelley Memorial Award[13]

### Articles et interviews
- Wanda Coleman dies at 67; L.A.'s unofficial poet laureate, article de Elaine Woo pour le Los Angeles Times, 2013[14],
- Wanda Coleman, 1946-2013, article de falling James pour le magazine Los Angeles Weekly, 2013[15]
- Remembering Wanda Coleman, article de E. Ethelbert Miller pour le magazine The Nation, 2013[16],
- Wanda Coleman, 1946-2013, article de Juan Felipe Herrera pour la "Los Angeles Review of Books", 2013[17]
- Book News: Wanda Coleman, L.A.'s 'Unofficial Poet Laureate,' Dies, chronique d'Annalisa Quinn pour la station de radio NPR, 2013[18]
- In Honor of Wanda Coleman, article de Mike Sonksen pour la station de radio KCET[19], 2013[20],
- Wanda Coleman, interview pour la "Poetry Society of America", 2012[21]

### Étude universitaire
- Charles Joseph : Etre et écrire (de) Los Angeles : Wanda Coleman, thèse soutenue auprès de  l'université Nantes Angers Le Mans et l'université du Maine , 2014[22]